# Delmas Howe
Delmas Howe (El Paso, 22 ottobre 1935) è un pittore statunitense originario del Texas, oggi residente nella città di Truth or Consequences (Nuovo Messico).

## Biografia
Dopo il diploma continuò a studiare, e contemporaneamente a lavorare, alla Wichita State University, poi quattro anni nell'Aeronautica Militare statunitense, un trasferimento nell'East Coast e quindi un lavoro all'Università Yale, ora laureato. Proseguì con vari anni di studio alla Art Students' League e alla School of the Visual Arts di New York mentre lavorava come musicista professionale.
Dopo un ritorno alla costa occidentale ed un prospero studio di design ad Amarillo, Texas, tornò nella città di Truth or Consequences.
Delmas Howe occupa una strana posizione nel mondo artistico americano. Correntemente, egli è probabilmente il più conosciuto artista gay americano - nel senso che è il più conosciuto artista che pone il sentimento omosessuale al centro del proprio lavoro. Un gran numero di uomini gay americani hanno imparato a riconoscere il proprio orientamento sessuale mediante l'osservazione dei suoi dipinti.
Il suo sito internet (http://www.delmashowe.com) guadagna molte migliaia di visite l'anno, ed è stato grandemente pubblicizzato dal successo del recente documentario 'The Truth or Consequences of Delmas Howe’, che celebra la sua personalità, il suo stile di vita e, forse soprattutto, la remota piccola città nel centro del Nuovo Messico, dove vive e lavora.